# Élections municipales françaises de 1900
Les élections municipales se déroulent en France les 6 et 13 mai 1900.

## Résultats

### Cantal Aurillac

#### Laon
Le Conseil municipal de 27 sièges est composé de la manière suivante,:
| Parti        | Sièges |
| ------------ | ------ |
| Républicains | 13     |
| Radicaux     | 12     |
| Ralliés      | 2      |

### Allier

#### Moulins
La majorité reste républicaine. Le Conseil municipal de 27 sièges est composé de la manière suivante,:
| Parti        | Sièges |
| ------------ | ------ |
| Radicaux     | 15     |
| Républicains | 12     |

### Ardennes

#### Charleville
Le Conseil municipal de 23 sièges est composé de la manière suivante:
| Parti        | Sièges |
| ------------ | ------ |
| Républicains | 17     |
| Radicaux     | 4      |
| Socialistes  | 2      |

### Hautes-Alpes

#### Gap
Les républicains prennent la majorité aux conservateurs. Le Conseil municipal de 23 sièges est composé de la manière suivante:
| Parti         | Sièges |
| ------------- | ------ |
| Républicains  | 20     |
| Conservateurs | 3      |

### Rhône

#### Lyon
Le Conseil municipal de 54 sièges est composé de la manière suivante:
| Parti                            | Sièges |
| -------------------------------- | ------ |
| Radicaux et radicaux-socialistes | 33     |
| Républicains                     | 9      |
| Libéraux                         | 8      |
| Socialistes                      | 4      |